# تسالکا
تسالکا (به گرجی: წალკა) شهری در استان کومو کارتلی گرجستان است. جمعیت این شهر طبق سرشماری سال ۲۰۰۹ میلادی ۲٬۰۰۰ نفر بوده‌است.در این شهر اقوام گرجی ، ارمنی ، آذربایجانی و یونانیان قفقاز سکونت دارند.